# Johann IV. (Jägerndorf-Loslau)
Johann IV. von Jägerndorf (auch Johann III. von Troppau-Ratibor; tschechisch Jan IV. Krnovský; * um 1440; † 1483 in Loslau) war von 1452 bis zur Enteignung durch Matthias Corvinus 1474 Herzog von Jägerndorf und 1464 bis zu seinem Tod 1483 Herzog von Loslau. Er entstammte dem Familienzweig Troppau-Ratibor der Troppauer Přemysliden.

## Leben
Johann IV. war der ältere Sohn des Herzogs Nikolaus V. von Jägerndorf und Ratibor, der ein Gegner der Hussiten war. Da er und sein jüngerer Bruder Wenzel beim Tod des Vaters 1452 noch nicht volljährig waren, standen sie zunächst unter der Vormundschaft ihres Onkels Wenzel von Ratibor († 1456) sowie ihrer Stiefmutter Barbara Rockenberg. Nach Erlangung der Volljährigkeit regierten die Brüder den ererbten Besitz bis 1464 zunächst gemeinsam. Bei der anschließenden Teilung erhielt Johann IV. Jägerndorf, Freudenthal und Loslau, während für Wenzel Rybnik mit Sohrau und Pleß ausgegliedert wurden. 
Während der kriegerischen Auseinandersetzungen zwischen Böhmen und Ungarn um die Vorherrschaft in Böhmen unterstützte Johann IV. 1469 den böhmischen König Georg von Podiebrad und nach dessen Tod 1471 den Nachfolger Vladislav II. Deshalb wurde er 1474 vom Gegenkönig Matthias Corvinus gefangen genommen und gezwungen, ihm Jägerndorf abzutreten. Dadurch verblieb ihm nurmehr Loslau, wo er 1483 verstarb. 
Vermutlich weil Johanns Schwester Barbara († 1510), die seit 1475 mit Herzog Johann IV. von Auschwitz († 1495/97) verheiratet war, bei Matthias Corvinus gegen die schändliche Behandlung ihrer Brüder und den Raub ihres väterlichen Erbes protestierte, titulierte Johanns IV. Witwe als Herrin von Loslau, Rybnik und Sohrau Nach Matthias Corvins Tod 1490 titulierte Johanns und Wenzels Schwester Barbara als Herrin von Jägerndorf. 